# Wyndham Deedes

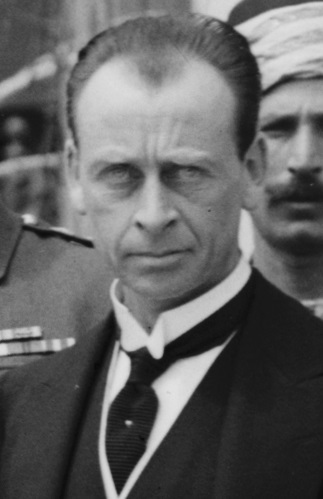
Deedes auf der Konferenz von Kairo (1921)

Sir Wyndham Henry Deedes CMG DSO (* 10. März 1883 in London; † 2. September 1956 ebenda) war ein britischer Brigadegeneral der British Army, Beamter, Übersetzer und Zionist. Zudem betätigte er sich in der sozialen Arbeit.

## Leben

### Herkunft und militärische Laufbahn bis 1918
Deedes entstammte einer Familie der Gentry, die ursprünglich im Wollhandel reich geworden war und seit Jahrhunderten über ausgedehnten Landbesitz im Osten der Grafschaft Kent verfügte. Er wurde 1883 als zweiter und jüngster Sohn von Herbert George Deedes, Oberst (colonel) und stellvertretender Staatssekretär (assistant under-secretary of state) im Kriegsministerium, und Rose Elinor, geborene Barrow, der Tochter von Lousada Barrow, Generalmajor der britischen Armee in Britisch-Indien, im Londoner Stadthaus der Familie in Belgravia geboren, verbrachte seine Kindheit aber größtenteils auf dem Landsitz Saltwood Castle. Ab 1892 war er Schüler des Internats Eton College, eine Zeit, die er als unglücklich und unfruchtbar erlebte. Danach schlug er eine Offizierslaufbahn in der britischen Armee ein. Am 4. Februar 1901 trat er als Leutnant (second lieutenant) in das Regiment King’s Royal Rifle Corps ein, wurde im Juli zum 8. Bataillon des Regiments nach Südafrika kommandiert und erhielt dort nach Abschluss der Ausbildung am 14. September sein Offizierspatent. Am Zweiten Burenkrieg nahm Deedes nur noch in der Endphase teil. Den größten Teil seiner dortigen Dienstzeit verbrachte er ereignislos als Kommandant eines kleinen befestigten Außenpostens im Hinterland; der erzwungenen Untätigkeit begegnete der sprachbegabte Deedes, indem er sich selbst Deutsch und Niederländisch beibrachte. Seinen Vorgesetzten fiel er durch seine besondere Fürsorge für die ihm unterstellten Soldaten auf. Ab 1903 war er nacheinander in Bermuda, Irland (als Adjutant von General Sir William Knox) und England stationiert. Ende November 1905 wurde er zum Generalstab kommandiert und im Januar 1906 zum Oberleutnant (lieutenant) befördert.
Im Februar 1908 nach Malta versetzt, wo er Adjutant des Gouverneurs Sir Henry Grant war, lernte Deedes Türkisch und bewarb sich schließlich für einen Einsatz bei der Gendarmerie des Osmanischen Reiches, einer paramilitärischen Polizeitruppe in den Provinzen, deren Reorganisation und Ausbildung zum großen Teil in den Händen britischer und französischer Offiziere als Militärberater lag. Im Februar 1910 traf Deedes in Konstantinopel ein und vervollkommnete sein Türkisch durch intensiven Kontakt mit Muttersprachlern. Im Mai wurde er für seine Tätigkeit in der Türkei offiziell zum Foreign Office abkommandiert. Nach einem kurzen Aufenthalt in Smyrna wurde er in Tripolis stationiert, wo er für ein Gebiet zuständig war, das größer war als das heutige Libyen. Deedes fand die dortige Gendarmerie in völlig desolatem Zustand vor. In wenig mehr als einem Jahr gelang ihm ein durchgreifender Neuaufbau. Durch seine Tatkraft, ruhige Autorität und untadelige Integrität gewann er das Vertrauen sowohl der örtlichen Bevölkerung als auch der osmanischen Regierung. Im Juli 1911 kehrte er nach Smyrna zurück und wurde mit der Unterstützung und Ansiedlung von Flüchtlingen beauftragt. 1913 wurde er vom Foreign Office als Berater für das osmanische Innenministerium unter Talât Pascha abgestellt und erhielt für die Dauer dieser Tätigkeit den Rang eines Hauptmanns. Vom Sultan zum Zivilinspektor ernannt, arbeitete er gemeinsam mit der Osmanischen Organisation des Roten Halbmonds an der Ansiedlung von Flüchtlingen in Bursa.
Beim Ausbruch des Ersten Weltkrieges wurde Deedes nach England zurückberufen, wegen seiner ausgezeichneten Sprach- und Landeskenntnisse als Generalstabsoffizier 3. Klasse in die nachrichtendienstliche Abteilung des War Office versetzt und regulär zum Hauptmann befördert. Von Februar 1915 bis Januar 1916 nahm er in einer Stabsverwendung an der gescheiterten Landung in Gallipoli teil, deren Erfolgsaussichten er von Anfang an skeptisch beurteilt hatte. Die von ihm geleitete Abteilung I(B) war für die Spionageabwehr und die Überwachung einheimischer Führer und Dolmetscher zuständig. Während dieser Zeit wurde er Generalstabsoffizier 2. Klasse, dreimal als mentioned in dispatches ausgezeichnet und erhielt 1916 (mit Wirkung vom 1. Januar) den Distinguished Service Order. Während des Krieges erhielt er zudem militärische Auszeichnungen weiterer Länder.
Anschließend arbeitete Deedes für den britischen Militärgeheimdienst in Kairo und Alexandria an der Vorbereitung des arabischen Aufstandes, unter anderem mit T. E. Lawrence, und setzte seine militärische Karriere fort: Im September 1916 wurde er zum Major befördert, im März 1917 wurde er Generalstabsoffizier 1. Klasse sowie ein weiteres Mal mentioned in dispatches und im Mai 1917 erhielt er den Brevet-Rang eines Oberstleutnants. Nach der siegreichen Schlacht um Jerusalem zog er am 11. Dezember 1917 im Gefolge von General Allenby in Jerusalem ein und war dann in der Verwaltung der Stadt unter anderem mit der Schlichtung von Konflikten und der Koordination von Hilfsorganisationen befasst. Dabei kam er auch in Kontakt mit der örtlichen zionistischen Bewegung. Im April 1918 lernte er Chaim Weizmann kennen, mit dem ihn bald eine enge Freundschaft verband. Im selben Jahr erhielt er den zeitweiligen Rang eines Brigadegenerals, den er bis Oktober 1919 innehatte.

### Tätigkeit in Palästina und Engagement für den Zionismus

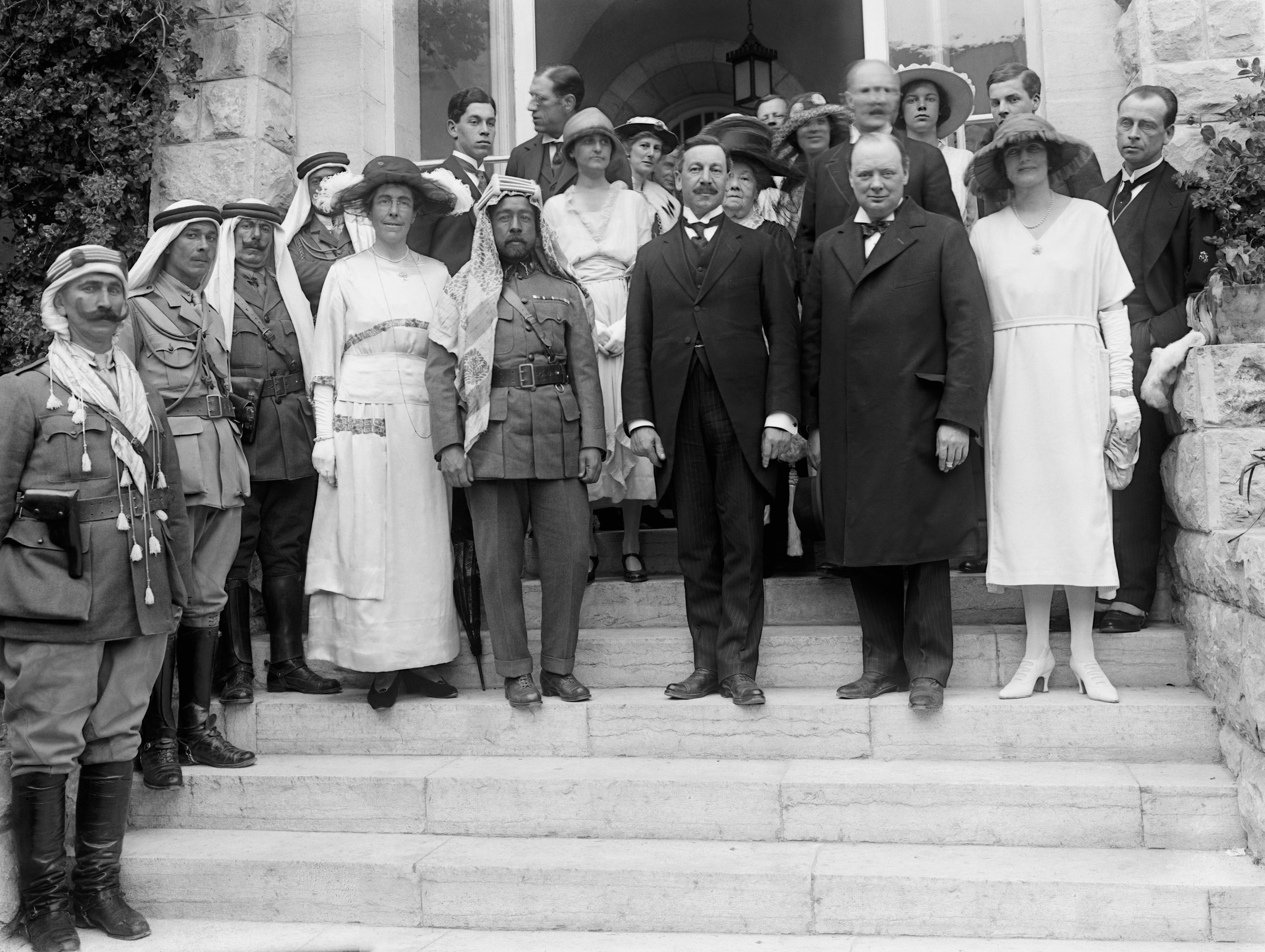
Gruppenbild 1921: vordere Reihe auf der Treppe: Beatrice Samuel, Abdallah ibn Husain I., Herbert Samuel, Winston Churchill und Clementine Churchill; Deedes steht ganz rechts

Nach dem Krieg kehrte Deedes ins Foreign Office zurück. Zunächst als Militärattaché im Osmanischen Reich tätig, wurde er 1919/1920 als führender Beamter ins Völkerbundsmandat für Palästina geschickt. Deedes selbst hatte als strenggläubiger Christ wegen seiner Faszination für das Land der Bibel um Versetzung ins Völkerbundmandat gebeten. Er selbst setzte sich für eine Wiederherstellung Israels ein. Dies sei die einzige Möglichkeit, das von den Christen den Juden angetane Unrecht zu beseitigen. Ab 1920 war er Chief Secretary von Hochkommissar Herbert Samuel. Im Zuge dieser Tätigkeit erhielt er 1921 den Ritterschlag. Während seiner Amtszeit setzte er die Balfour-Deklaration als Grundlage weiterer Handlungen in der Mandatsverwaltung durch. Zudem ließ er erstmals jüdische Beamte in die Palestine Police aufnehmen. Ferner ließ er inoffiziell die Hagana gewähren. Während der Unruhen von Jaffa setzte er sich stark für die Verteidigung der jüdischen Bevölkerung in Jaffa ein und warb auch aktiv um jüdische Freiwillige für die Verteidigung der Stadt. Trotzdem gelang es ihm, eine ausgleichende Rolle zwischen Juden und Arabern einzunehmen. Samuel schrieb später die relativ ruhige Lage in Palästina während der 1920er auch Deedes zu. Während er in Jerusalem lebte, kam er auch in Kontakt mit dem Zionismus. Der strenggläubige Christ trat in den folgenden Jahren öfter als Fürsprecher des Zionismus auf. Als Chefsekretär war er gleichzeitig auch als Vermittler zwischen der britischen Verwaltung und den Zionisten tätig. Als 1923 seine Anstellung als Chief Secretary turnusgemäß auslief, quittierte er auch den Militärdienst und kehrte nach England zurück. Zum Abschied aus dem Militär wurde er noch ehrenhalber zum Brigadegeneral ernannt. Sein Nachfolger als Chief Secretary wurde Gilbert Clayton.
Trotzdem blieb er in Sachen Zionismus aktiv. Unter anderem machte er unter europäischen Juden, insbesondere unter polnischen Juden, Werbung für eine Aussiedlung nach Israel. Daneben stand er in Kontakt mit der Zionistischen Organisation und der Hilfsorganisation Keren Hayesod. Während der Herrschaft des NS-Regimes tat er sich als Unterstützer der Kinder- und Jugend-Alijah hervor. Daneben pflegte er seit 1918 auch eine Freundschaft mit Chaim Weizmann, dem damaligen Leiter der zionistischen Bewegung. Auch in der britischen Öffentlichkeit wurde er für sein Engagement um den Zionismus wahrgenommen. Unter anderem war er Begründer der Anglo-Israel Association sowie der British Association for the Jewish National Home in Palestine.

### Soziale Arbeit in England
In England betätigte er sich in den folgenden Jahren in großem Umfang in der sozialen Arbeit, insbesondere in den Slums um seine Wohngegend im Londoner East End. So war er Direktor eines lokalen University House Settlements. Zusätzlich war er unter anderem Co-Vorsitzender des Halkivi, einer Londoner Organisation zur Verbesserung der britisch-türkischen Beziehungen, sowie stellvertretender Vorsitzender des National Council of Social Service. Ferner unterstützte er als Treuhänder eines Fonds auch die Subsistence Production Societies. Deedes schloss sich später der Labour Party an und war in den 1940ern für Labour auch als Kommunalpolitiker tätig. Ende der 1940er/Anfang der 1950er betätigte sich der Brigadier als Übersetzer für türkische Literatur. Er veröffentlichte hierbei Übersetzungen von Reşat Nuri Güntekins Çalıkuşu und Akşam Güneşi sowie von Mahmut Makals Bizim köy. 1956 starb er mit 73 Jahren im Londoner St Bartholomew’s Hospital. Eine umfangreiche Sammlung von Deedes’ Korrespondenz und weiterer Dokumente aus seinem Besitz befindet sich im Middle East Centre des St Antony’s College. Posthum wurde mit Hilfe der Anglo-Israel Association zudem ein Band mit den Erinnerungen Deedes’ veröffentlicht.
Deedes blieb unverheiratet und kinderlos. Sein älterer Bruder Herbert W. Deedes wurde dreifacher Vater. Auf diesem Wege war Wyndham Deedes Onkel des Journalisten und Politikers Bill Deedes. Im Jerusalemer Stadtteil Emek Refaim ist eine Straße nach ihm benannt. Die Anglo-Israel Association verwaltet seit 1964 einen nach Wyndham Deedes benannten Stiftungsfonds, der „Graduierten britischer Universitäten die Möglichkeit gibt, einige Aspekte des Lebens in Israel soziologisch, wissenschaftlich, kulturell, wirtschaftlich etc. intensiv zu studieren“.

## Auszeichnungen
- Mai 1916: Distinguished Service Order[14]
- Februar 1917: Offizierskreuz des Orden des Weißen Adlers von Serbien[36]
- November 1918: Offizier des Orden der Heiligen Mauritius und Lazarus (Italien)[37]
- März 1919: Chevalier der französischen Ehrenlegion[38]
- 1921: Knight Bachelor[18]
- unbekannt: Komtur des Order of St Michael and St George[39]

## Werke
Deedes verfasste neben seinen Übersetzungen auch einige politische, pro-zionistische Essays. Die Angaben dazu sind in einigen Fällen unvollständig und / oder nicht gesichert.
Essays
- Wyndham Deedes: The Jewish national home. London 1923.
- Wyndham Deedes: Anti-semitism. Woburn Printing, London (1940?).
- Wyndham Deedes: Twenty-five years after the Balfour declaration : an address. London 1942.
- Wyndham Deedes: Palestine : shapes its future. Jewish Agency for Palestine, Information Office, London (1942?).
- Wyndham Deedes: Palestine: a national home for the Jews. London 1943.
- Wyndham Deedes, H. G. Adler: Palestine, 1917-1944 : a review. British Association for the Jewish National Home in Palestine, London 1945.
- Wyndham Deedes: A few facts about Turkey. London (1946?).
- Wyndham Deedes: Have we betrayed the Jews in Palestine? London 1949 (Abdruck eines Artikel von Deedes in Time and Tide vom Februar 1948).

Übersetzungen
- Reşat Nuri Güntekin: The Autobiography of a Turkish Girl. George Allen & Unwin, London 1949 (türkisch: Çalıkuşu. 1922.).
- Reşat Nuri Güntekin: Afternoon Sun. Heinemann, London 1954 (türkisch: Akşam Güneşi. 1926.).
- Mahmut Makal: A Village In Anatolia. Vallentine, Mitchell & Co., London 1954 (türkisch: Bizim köy. Ankara 1950.).